# Tinzaparină sodică
Tinzaparina sodică (cu denumirea comercială Innohep) este un medicament anticoagulant din clasa heparinelor cu greutate moleculară mică. Calea de administrare disponibilă este cea injectabilă (la nivel subcutanat sau intravenos).

## Utilizări medicale
Tinzaparina este utilizată pentru tratamentul trombozei venoase și bolii tromboembolice (tromboza venoasă profundă și
embolismul pulmonar), la adulți.